# Йеспер Юл
Йеспер Юл (на датски: Jesper Juul) е датски семеен психотерапевт, лектор и писател на произведения в жанра книги за самопомощ и образование по педагогика и семейно възпитание.

## Биография и творчество
Йеспер Юл е роден на 18 април 1948 г. във Вордингборг, Дания. След завършване на средното си образование отива да работи като моряк и млад готвач за датската корабна компания „Det Østasiatiske Kompagni“ (Източноазиатска компания). След това работи като общ работник, бетонджия, мияч на съдове и барман. В периода 1966 – 1970 г. следва педагогика по история и религия в Учителския колеж в Марселисборг.
След дипломирането си през 1970 г. работи като като учител и социален работник в лечебния дом „Bøgholt“ във Виби близо до Орхус. Изучава история на идеите в университета в Орхус, където се запознава с американския психиатър и семеен терапевт Уолтър Кемплер и датския детски психиатър Могенс Лунд, които стават негови учители и терапевти. След това работи девет години с групи самотни майки в Младежкия център на община Орхус. Обучава се като семеен терапевт в Дания, Холандия и САЩ и работи като групов терапевт на свободна практика и личностен треньор.
През 1979 г. заедно с Кемплер, Лунд и съпругата му Лис Кайзер, основат Скандинавския институт „Кемплер“ в Одер, който Йеспер Юл оглавява до 2004 г. Продължава да работи там като учител и консултант до смъртта си. От 1991 г. работи със семейства на бежанци и ветерани от войната в Хърватия за около три месеца в годината. През 2004 г. Йеспер Юл основава проекта за консултиране на родители „FamilyLab International“, който предлага семинари за обучение и работи в девет държави. Тя работи за вдъхновяване на родителите да намерят нови и по-здравословни начини да станат успешно семейство, за създаване на по-задълбочени взаимоотношения с децата и младежите.
Автор е на множество книги посветени на семейните отношения, като придобива популярност с иновативните си виждания относно възпитанието и отглеждането на децата. В основата на вижданията му е тезата, че децата трябва да се възприемат като мислещи и самостоятелни личности. Най-популярната му книга е „Твоето компетентно дете“ и е преведена на над 20 езика по света.
През декември 2012 г. се разболява от напречен (трансверзален) миелит и прекарва 16 месеца в рехабилитация в датска болница, но остава парализиран в долната част на тялото и прикован към инвалидна количка. От юни 2014 г. може да пише отново и предлага консултации и супервизия чрез имейл или уеб чатове, а способността му да говори е възстановена едва през есента на 2016 г.
Йеспер Юл умира от пневмония на 25 юли 2019 г. в Община Одер, Дания.

## Произведения
- Familien – det primære sundhedssystem (1989)[1]
- Familierådgivning – perspektiv og proces (1992 – 1995)
- Et æble til læreren. Folkeskolens oversete dimension (1993)
- Dit kompetente barn – på vej mod et nyt værdigrundlag for familien (1995)
Твоето компетентно дете : към нови ценности в семейството, изд.: „Жанет 45“, Пловдив (2017, 2021), прев. Елка Виденова
- Her er jeg! Hvem er du? Om nærhed, respekt og grænser mellem voksne og børn (1998)
Това съм аз. А ти кой си? : за близостта, уважението и границите между родители и деца, изд.: „Жанет 45“, Пловдив (2012), прев. Росица Младенова
- Smil! Vi skal spise. Børnefamiliens måltider (2000)
- Pædagogisk relationskompetence. Fra lydighed til ansvarlighed (2002)
- Familier med kronisk syge børn (2004)
- Livet i familien. De vigtigste værdier i samliv og børneopdragelse (2004)
- Kunsten at sige nej – med god samvittighed! (2006)
Изкуството да казваш „не“ с чиста съвест, изд.: „Жанет 45“, Пловдив (2015), прев. Мария Змийчарова
- Twoja kompetentna rodzina (2007)
- Bonusforældre – muligheder og faldgruber (2010)
Бонус родители : възможности и капани, изд.: „Жанет 45“, Пловдив (2021), прев. Мария Змийчарова
- Mann Und Vater Sein (2011)
Да бъдеш мъж и баща : книга за него, изд.: „Жанет 45“, Пловдив (2013, 2019), прев. Мария Енчева
- Vier Werte, die Kinder ein Leben lang tragen (2012)
- Aggression – en naturlig del af livet (2013)
Агресията : защо от нея се нуждаем и ние, и децата ни, изд.: „Жанет 45“, Пловдив (2017), прев. Мария Енчева
- Leitwölfe sein. Liebevolle Führung in der Familie (2014)